# Solmsiella javanica
Solmsiella javanica là một loài rêu trong họ Erpodiaceae. Loài này được Müll. Hal. mô tả khoa học đầu tiên năm 1884.